# 长底布依族乡
长底布依族乡是中华人民共和国云南省曲靖市罗平县下辖的一个民族乡。

## 行政区划
长底布依族乡下辖以下村级行政区划单位：
长底社区、发达社区、德沙村、本块村、把左村和石盆水村。